# Alfred (książę Saksonii-Coburga-Gothy)
Alfred, właśc. ang. Alfred Ernest Albert (ur. 6 sierpnia 1844 w Windsorze, zm. 30 lipca 1900 w Coburgu) – książę Saksonii-Coburga-Gothy, książę Zjednoczonego Królestwa, członek brytyjskiej rodziny królewskiej, par Zjednoczonego Królestwa jako książę Edynburga, hrabia Kentu i hrabia Ulsteru. Drugi syn i czwarte dziecko królowej brytyjskiej Wiktorii i księcia Alberta z Saksonii-Coburga-Gothy. W rodzinie znany był jako „Affie”.

## Życiorys
Książę Alfred został ochrzczony przez arcybiskupa Canterbury Williama Howleya 6 września 1844 w prywatnej kaplicy zamku Windsor. Jego rodzicami chrzestnymi byli: Adolf, książę Cambridge (reprezentowany przez swojego syna, księcia Jerzego), Aleksandra Badeńska (reprezentowana przez księżną Kentu) oraz książę Karol zu Leiningen (reprezentowany przez księcia Wellingtona).

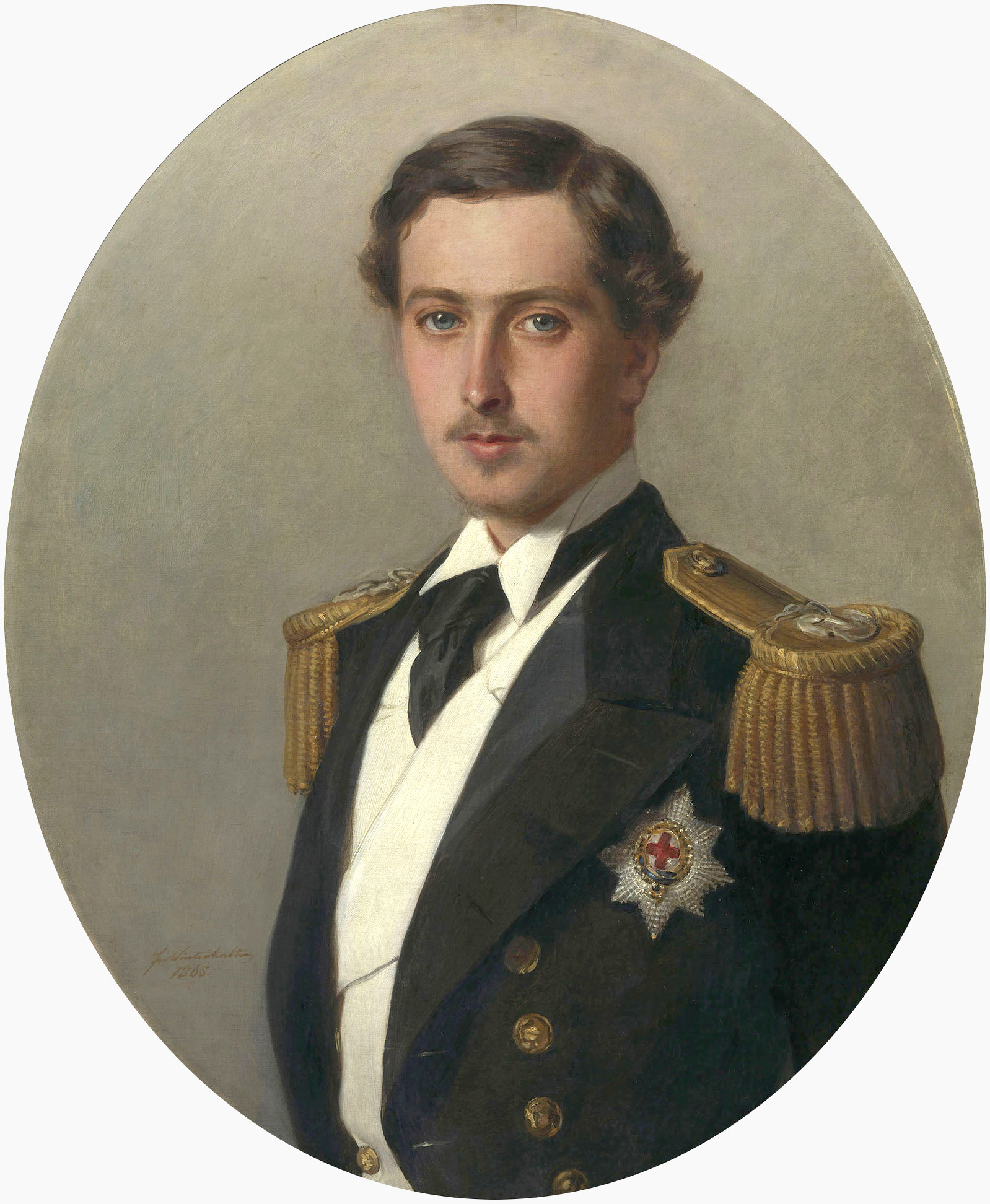
Książę Alfred na portrecie Franza Winterhaltera, 1865

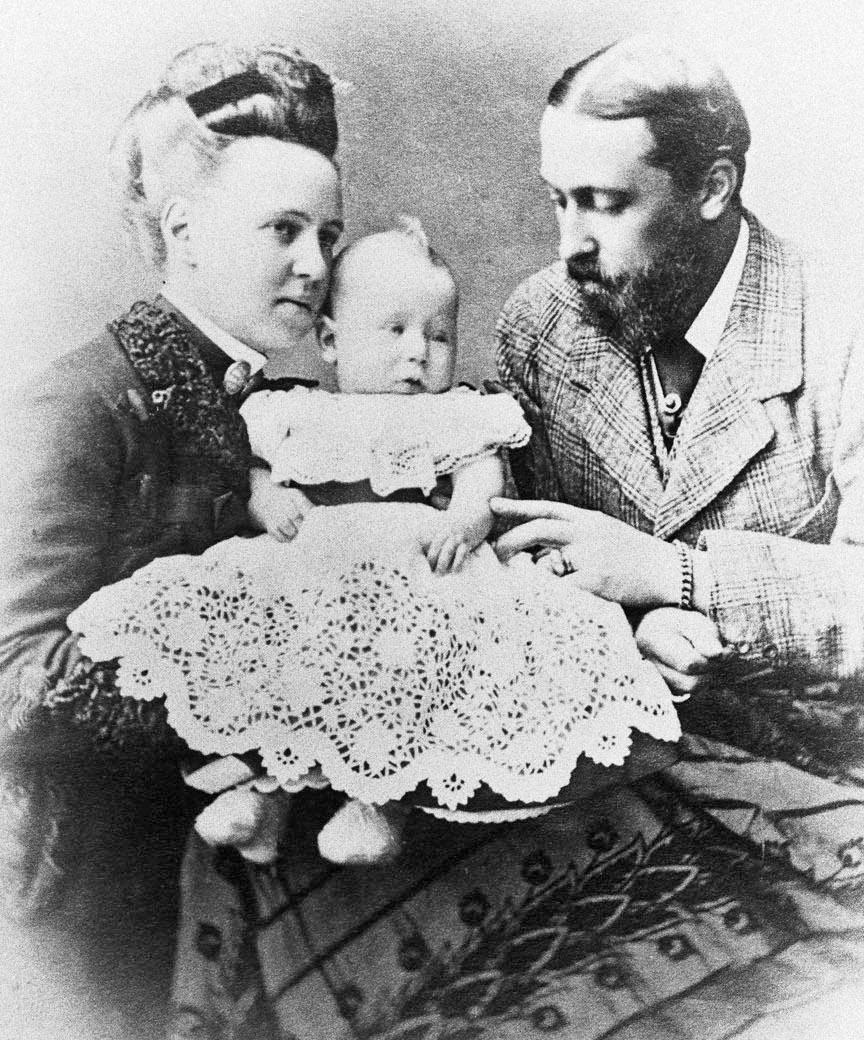
Alfred wraz z żoną i najstarszym synem

W 1856 książę rozpoczął karierę w Royal Navy. W sierpniu 1858 zdał egzamin na miczmana i rozpoczął służbę na HMS „Euryalus”. W 1862 był wymieniany jako kandydat do tronu Grecji po obaleniu króla Ottona I. 24 lutego 1863 książę został awansowany do stopnia porucznika i służył na HMS „Racoon” pod dowództwem hrabiego Gleichen. 23 lutego 1866 uzyskał stopień kapitana, a następnie komendę nad HMS „Galatea”.
24 maja 1866 Alfred otrzymał parowskie tytuły księcia Edynburga oraz hrabiego Kentu i Ulsteru. Parlament przyznał mu roczną pensję w wysokości 15 000 funtów. 8 czerwca książę po raz pierwszy zasiadł w Izbie Lordów. 24 stycznia 1867 wypłynął z Plymouth na pokładzie „Galatei” w podróż dookoła świata. 31 października przybył do Glenelg w południowej Australii, będąc pierwszym członkiem brytyjskiej rodziny królewskiej, który odwiedził tę kolonię. 12 marca 1868 w Sydney został postrzelony w plecy przez Henry’ego Jamesa O’Farrella. O’Farrell został powieszony 21 kwietnia. Książę szybko powrócił do pełni sił i na początku kwietnia 1868 wyruszył w dalszą podróż. Do Anglii powrócił 26 czerwca 1868.
W 1869 Alfred został pierwszym członkiem brytyjskiej rodziny królewskiej, który odwiedził Nową Zelandię. Podobnie, jako pierwszy odwiedził Indie (w grudniu 1869) i Hongkong. Następnie przez kilka lat stacjonował na Malcie. 30 grudnia 1878 otrzymał stopień kontradmirała. 10 listopada 1882 został wiceadmirałem, a 18 października 1887 – admirałem. 3 czerwca 1893 otrzymał stopień admirała floty. W latach 1883–1884 dowodził flotą na kanale La Manche. W latach 1886–1889 był dowódcą Floty Śródziemnomorskiej, w okresie 1890-1893 dowodził bazą Devonport.
Po śmierci swojego stryja, księcia Ernesta II, w 1893 Alfred został nowym księciem Saksonii-Coburga-Gothy, po tym, gdy praw do tego tronu zrzekł się jego starszy brat, książę Walii. Po uzyskaniu tronu zrzekł się rocznej pensji od brytyjskiego parlamentu oraz miejsca w Izbie Lordów. Chociaż początkowo był traktowany w swoim nowym państwie jako cudzoziemiec, ostatecznie udało mu się uzyskać popularność wśród poddanych.
Książę Alfred zmarł 30 lipca 1900 na raka gardła. Został pochowany w mauzoleum rodziny książęcej na cmentarzu w Coburgu. Jego następcą na tronie książęcym został jego bratanek, Karol Edward, książę Albany.

## Rodzina
23 stycznia 1874 w Pałacu Zimowym w Sankt Petersburgu Alfred poślubił wielką księżną Marię Aleksandrowną (ur. 17 października 1853, zm. 22 października 1920), córkę cara Aleksandra II i carycy Marii Aleksandrowny, córki księcia Hesji Ludwika II. Alfred i Maria mieli razem dwóch synów i cztery córki:
- Alfred Aleksander (ur. 15 października 1874, zm. 6 lutego 1899), nie miał dzieci
- Maria Aleksandra (ur. 29 października 1875, zm. 18 lipca 1938), żona Ferdynanda I, króla Rumunii, miała dzieci
- Wiktoria Melita (ur. 25 listopada 1876, zm. 2 marca 1936), żona Ernesta Ludwika, księcia Hesji, i wielkiego księcia Cyryla Władymirowicza, miała dzieci z obu małżeństw
- Aleksandra Ludwika (ur. 1 września 1878, zm. 16 kwietnia 1942), żona księcia Ernesta von Hohenlohe-Langenburg
- nieznany z imienia syn (ur. i zm. 13 października 1879)
- Beatrycze Leopoldyna (ur. 20 kwietnia 1884, zm. 13 lipca 1966), żona Alfonsa Orleańskiego, księcia Galliery

## Odznaczenia i godności
Saskie:
- Wielki Mistrz Orderu Ernestyńskiego (1893, Saksonia-Coburg-Gotha)

Brytyjskie:
- Kawaler Orderu Podwiązki, 1863
- Kawaler Orderu Ostu, 1864
- Kawaler Orderu św. Patryka, 1880
- Kawaler Krzyża Wielkiego Orderu Łaźni, woj., 1889
- Kawaler Wielki Komandor Orderu Gwiazdy Indii, 1870
- Kawaler Krzyża Wielkiego Orderu św. Michała i św. Jerzego, 1869
- Kawaler Wielki Komandor Orderu Cesarstwa Indyjskiego, 1887
- Kawaler Krzyża Wielkiego Orderu Królewskiego Wiktoriańskiego, 1899
- Kawaler z Prawa Orderu św. Jana Jerozolimskiego, 1888
- Członek Tajnej Rady Wielkiej Brytanii, 1866–1893

Zagraniczne:
- Krzyż Wielki Orderu Wieży i Miecza (1858, Portugalia)[2]
- Wstęga Dwóch Orderów (1889, Portugalia)[2]
- Wstęga Trzech Orderów (1894, Portugalia)[2]:
  - Krzyż Wielki Orderu Chrystusa (1889)[2]
  - Krzyż Wielki Orderu św. Benedykta z Avis (1889)[2]
  - Krzyż Wielki Orderu św. Jakuba od Miecza (1894)[2]
- Order Słonia (1863, Dania)
- Order Orła Czarnego (1964, Prusy)
- Krzyż Wielki Orderu Orła Czerwonego (1964, Prusy)
- Wielki Komandor Orderu Hohenzollernów z mieczami (1978, Prusy)
- Order Kamehamehy I (1865, Hawaje)
- Krzyż Wielki Orderu Ludwika (1865, Hesja)
- Order Domowy Nassauski Lwa Złotego (1965, Holandia)
- Krzyż Wielki Orderu Krzyża Południa (1867, Brazylia)
- Order Korony Rucianej (1867, Saksonia)
- Order Annuncjaty (1867, Włochy)
- Order śś. Maurycego i Łazarza I kl. (1867, Włochy)
- Order św. Andrzeja (1867, Rosja)
- Order św. Aleksandra (1867, Rosja)
- Order Orła Białego (1867, Rosja)
- Order św. Anny I kl. (1867, Rosja)
- Order św. Stanisława I kl. (1867, Rosja)
- Order Korony Wendyjskiej I kl. z Koroną w Rudzie (1868, Meklemburgia)[3]
- Krzyż Wielki Orderu św. Stefana (1873, Austro-Węgry)
- Order Serafinów (1881, Szwecja)
- Order Lwa Niderlandzkiego I kl. (1882, Holandia)
- Order Osmana I kl. z brylantami (Turcja)
- Krzyż Wielki Orderu Karola III (1887, Hiszpania)
- Order Złotego Runa (1888, Hiszpania)
- Krzyż Wielki Orderu Korony (1889, Wirtembergia)